# Talsperre Morris
Die Talsperre Morris (englisch Morris Dam) liegt in den San Gabriel Mountains im Los Angeles County, USA. Sie staut den San Gabriel River. Ungefähr 4 km flussaufwärts befindet sich die Talsperre San Gabriel. Die Stadt San Dimas liegt ungefähr drei Kilometer südlich.
Die Talsperre wird vom Los Angeles County Department of Public Works betrieben. Sie dient heute hauptsächlich dem Gewässerschutz.

## Geschichte
Die Talsperre wurde von 1932 bis 1934 durch die Stadt Pasadena zur Trinkwasserversorgung errichtet. Sie wurde am 26. Mai 1934 durch den früheren Präsidenten Hoover eingeweiht.
Die Talsperre wurde später an den Metropolitan Water District of Southern California (MWD) verkauft, der die Talsperre 1995 an den Los Angeles County Flood Control District weitergab. Sie ist nach Samuel B. Morris benannt, dem damaligen leitenden Ingenieur des Water Department in Pasadena.

## Absperrbauwerk
Das Absperrbauwerk ist eine Gewichtsstaumauer aus Beton mit einer Höhe von 74,6 m (245 feet) über dem ursprünglichen Flussbett. Das Volumen des Bauwerks beträgt 393.000 m³ (514.000 cubic yards). Die Hochwasserentlastung befindet sich auf der rechten Flussseite.

## Stausee
Bei Vollstau fasst der Stausee 39,8 Mio. m³ (52,1 Mio. cubic yards) Wasser. Die Sedimentablagerungen im Stauseebecken wurden bereits mehrmals durch Ausbaggern entfernt.
Der Stausee diente von 1943 bis 1993 als Testgebiet der US Navy, die dort Versuche mit Torpedos unternahm.